# گهرسنجاقک غول‌پیکر
گهرسنجاقک غول‌پیکر (نام علمی: Chlorocypha centripunctata) یک گونه از سردهٔ گهرسنجاقک‌ها از خانواده گهرسنجاقکان (Chlorocyphidae) است.